# Сем Вотерстон
Семуель Аткінсон «Сем» Вотерстон (англ. Samuel Atkinson «Sam» Waterston; нар. 15 листопада 1940, Кембридж, Массачусетс, США) — американський актор кіно і телебачення, номінант на премію «Оскар» 1985 року як «Найкращий актор» за роль у фільмі Ролана Жоффе «Поля смерті» (1984), лауреат премій «Золотий глобус» і «Еммі», володар власної зірки на Голлівудській «Алеї слави». Найбільшу популярність здобув завдяки ролі Джека Маккоя в телесеріалі «Закон і порядок», де він знімався з 1994 по 2010 рік, і ролі Чарлі Скіннера в «Новинах» (2012—2014).

## Молодість
Вотерстон народився в Кембриджі, штат Массачусетс і був третім з чотирьох братів і сестер. Його мати, Еліс Такер (уроджена Аткінсон), була нащадком колоністів з корабля «Мейфлавер» і була художником-пейзажистом, а його батько Джордж Чічел Вотерстон приїхав у США з шотландського міста Лейта і працював викладачем іноземної мови, займаючись також семантикою. Вотерстон вчився в Brooks School, школі-інтернаті в Північному Андовері, штат Массачусетс, де викладав його батько, і Groton School в Массачусетському Гротоне. У 1958 році вступив до Єльського університету і закінчив його зі ступенем бакалавра мистецтв в 1962 році. Пізніше протягом декількох місяців навчався в Clinton Playhouse. Вотерстон також відвідував Паризький університет і Американський семінар акторів.

## Кар'єра
Вотерстон починав свою акторську діяльність як театральний актор. Наприклад, він грав Бенедикта у виставі Джозефа Паппа «Багато галасу з нічого» і головну роль в «Гамлеті». Також він брав участь у виставах «Long Wharf Theatre» і «Yale Repertory Theatre» в Нью-Гейвені.
Вотерстон дебютував у кіно в 1965 році зі стрічкою «The Plastic Dome of Norma Jean», але першу значну роль отримав у фільмі «Фіцуіллі» (1967). Знявся в ролі Тома в телефільмі 1973 року «Скляний звіринець» за однойменною п'єсою Теннессі Вільямса з Кетрін Гепберн у головній ролі. У ролі Джима там знімався Майкл Моріарті, якого пізніше Вотерстон замінив у ролі виконавчого помічника окружного прокурора в «Законі і порядку». Серед інших його ролей — стрічки «Дикуни» (1972), «Великий Гетсбі» (1974, дві номінації на «Золотий глобус»), «Подорож в страх» (1975), «Козеріг один» (1978), «Ворота раю», «Гра в класики» (обидва — 1980) і «Поля смерті» (1984, номінації на «Оскар», «Золотий глобус» і BAFTA). У 1985 році знявся з Робертом Престоном в телефільмі «Finnegan Begin Again» (1985), виконав головну роль в «Лінкольні» в 1988 році (в обох проектах головну жіночу роль виконувала Мері Тайлер Мур) і зіграв у фільмі "Побиття у Вест-Пойнті: Трибунал Джонсона Віттейкера "(1994) з Семюелем Л. Джексоном. Знімався у фільмах Вуді Аллена «Інтер'єри» (1978), «Ханна і її сестри» (1986, камео), «Вересень» (1987) і «Злочини і провини» (1989). Вотерстон вісім разів номінувався на «Еммі» (одна перемога), сім разів на «Золотий глобус» (одна перемога), одинадцять разів на премію Гільдії кіноакторів США (одна перемога) і по два рази на BAFTA і «Супутник».
Крім «Закону і порядку» серед його робіт на телебаченні можна виділити роль окружного прокурора Форреста Бедфорда в серіалі «Я полечу», за яку він отримав премію «Золотий глобус» за найкращу чоловічу роль в телевізійному серіалі - драма в 1993 році. У нього також була головна роль в епізоді серіалу «Дивовижні історії» під назвою Люстерко, дзеркальце (1986). У 1994 році зіграв президента США Вільяма Фостера в телефільмі «Внутрішній ворог», ремейку політичної драми 1964 року «Сім днів у травні».
Вотерстон також входив до складу консультативного комітету з відзначення 200-річного ювілею Авраама Лінкольна. Вотерстон грав Лінкольна на сцені й екрані (документальний фільм «Громадянська війна», «Лінкольн», вистава «Ейб Лінкольн в Іллінойсі» на Бродвеї (номінація на «Тоні»), його голосом говорить Лінкольн на виставці в Національному центрі Конституції у Філадельфії, а також читав промову Лінкольна Cooper Union speech 5 травня 2004 року.
У скетчі передачі «Суботнього вечора у прямому ефірі» Вотерстон зіграв самого себе, виступивши в ролі прес-секретаря компанії Old Glory Insurance, що пропонує захист літнім людям від атаки роботів.
Вотерстон озвучив доктора Каплана, психіатра Браяна Гріфіна, в епізодах Brian in Love і Road to Rhode Island мультсеріалу «Гріфіни». Вотерстон також був оповідачем у документальному фільмі NBC «Великі перегони», що розповідає про знамениту перемогу в чоловічій естафеті 4х10 км на Зимових олімпійських іграх 1994 команди Італії, обігнавши в останній момент команду Норвегії. У документальній стрічці «Lewis & Clark: The Journey of the Corps of Discovery» Вотерстон говорив від імені Томаса Джефферсона, також він грав його роль в документальному фільмі «Томас Джефферсон». Він також з'явився в першому епізоді серіалу «Майстри наукової фантастики: Ідеальна втеча», зігравши людину, в якої підозрюють синдром Корсакова.
Вотерстон 10 листопада 2006 року разом з Кетрін Ербе із «Закон і порядок: Злочинні наміри» і Крістофером Мелоні із «Закон і порядок: Спеціальний корпус» з'явився в 5100-му випуску гри «Jeopardy!». Вотерстон зайняв друге місце після Мелоні, вигравши 25000 доларів, які передав благодійним організаціям Refugees International і Oceana.
Вотерстон регулярно з'являвся в рекламі TD Ameritrade, де він замінив колишнього актора «Закону і порядку» Стівена Хілла. Також брав участь в озвучуванні реклами журналу The Nation.
Про Вотерстона згадала програма «Звіт Кольбера», заявивши, що «Сем Вотерстон говорить речі, яким ви ніколи не повинні вірити, в тоні що заслуговує довіри». Сам актор заявив, що, очевидно, дуже переконливо говорить неправильні цитати з фільмів.
Вотерстон в 2008 році грав Полонія в постановці «Гамлета». Його гра отримала відмінні рецензії в кількох газетах, в тому числі і в The New York Times.
12 лютого 2009 року Вотерсон приєднався до урочистостей з нагоди двохсотріччя Авраама Лінкольна в церкві Riverside в Нью-Йорку, організованими Aaron Copland School, Riverside Inspirational Choir і NYC Labor Choir. У музичній виставі Моріса Пересса за твором Ерла Робінсона The Lonesome Train: A Music Legend for Actors, Folk Singers, Choirs, and Orchestra Вотерстон зіграв Лінкольна.
7 січня 2010 року на 7040-Голлівудському бульварі Вотерстон був удостоєний зірки на голлівудській «Алеї слави».
У «Законі і порядку» Вотерстон знімався в 16 сезонах. Довше за нього в серіалі знімалася тільки Епата Меркерсон.
30 жовтня 2010 Вотерстон записав поему Стівена Кольбера Are you sure на мітингу Rally to Restore Sanity and/or Fear у Вашингтоні.
C 2012 по 2014 рік Вотерстон знімався разом з Джеффом Деніелсом і Емілі Мортімер в телесеріалі Аарона Соркіна «Новини», що розповідає про життя служби новин на кабельному каналі.

## Особисте життя
Вотерстон був одружений зі своєю першою дружиною Барбарі Рутледж-Джонс Вотерстон з 1964 по 1975 рік. Їхній син Джеймс став актором (виконавець ролі Джерарда Піттса в «Спілці мертвих поетів»). Вдруге Сем Вотерстон одружився з колишньою моделлю Лінн Луїзою Вудрафф в 1976 році. У них троє дітей: дочки Кетрін і Елізабет, які також є актрисами, і син Грем.
Сем активно займається гуманітарною діяльністю. Також Вотерстон бере участь у роботі таких організацій, як Oceana, будучи там членом ради директорів, Refugees International, Meals on Wheels, United Way of America та Американської гільдії акторів-єпископатів. Вотерстон є прихильником Єпископальної церкви; він навіть озвучив документальний фільм «Here Am I, Send Me» (1999) про їх проповідника Джонатана Деніелса.
Був представником руху Unity08, який безуспішно виступав проти двопартійної системи на президентських виборах в США в 2008 році. Вотерстон заявив, що був демократом, поки не вийшов з партії після передвиборчого ролика Ліндона Джонсона «Дейзі». Вотерстон також з'являвся в друкованих виданнях та телевізійних рекламних роликах для ліберального журналу The Nation.
У 2002 році Вотерстон і його колега по «Закону і порядку» Джеррі Орбах були нагороджені премією «Живі орієнтири» від організації з охорони старих будівель New York Landmarks Conservancy.

## Фільмографія
| Рік       |    | Українська назва                            | Оригінальна назва                 | Роль                     |
| --------- | -- | ------------------------------------------- | --------------------------------- | ------------------------ |
| 1974      | ф  | Великий Гетсбі                              | The Great Gatsby                  | Нік Керравей             |
| 1975      | ф  | Подорож в страх                             | Journey into Fear                 | мистер Грэм              |
| 1977      | ф  | Козеріг один                                | Capricorn One                     | Пітер Вілліс             |
| 1978      | ф  | Інтер'єри                                   | Interiors                         | Майк                     |
| 1979      | ф  | Крило орла                                  | Eagle's Wing                      | «Білий бик»              |
| 1979      | тф | Дружній вогонь                              | Friendly Fire                     | Сі Ді Брайан             |
| 1980      | ф  | Ворота раю                                  | Heaven's Gate                     | Френк Кантон             |
| 1980      | с  | Оппенгеймер                                 | Oppenheimer                       | Роберт Оппенгеймер       |
| 1984      | ф  | Поля смерті                                 | The Killing Fields                | Сідней Шенберг           |
| 1985      | ф  | Застереження                                | Warning Sign                      | Сел Морз                 |
| 1986      | ф  | Ханна і її сестри                           | Hannah and Her Sisters            | Девід                    |
| 1986      | ф  | Тільки між друзями                          | Just Between Friends              | Гаррі Крендалл           |
| 1987      | ф  | Вересень                                    | September                         | Пітер                    |
| 1989      | ф  | Ласкаво просимо до дому                     | Welcome Home                      | Вуді                     |
| 1989      | ф  | Злочини і провини                           | Crimes and Misdemeanors           | Бен                      |
| 1990      | ф  | Диспут                                      | Mindwalk                          | Джек Едвардс             |
| 1991      | ф  | Людина на Місяці                            | The Man in the Moon               | Меттью Трант             |
| 1991—1993 | с  | Я полечу                                    | I'll Fly Away                     | Форрест Бедфорд          |
| 1993      | ф  | Бранець землі                               | A Captive in the Land             | Ройс                     |
| 1994      | тф | Мати Девіда                                 | David's Mother                    | Джон Нільс               |
| 1994      | ф  | Матуся - маньячка                           | Serial Mom                        | Юджин Сатфін             |
| 1994—2010 | с  | Закон і порядок                             | Law & Order                       | Джек Маккой              |
| 1995      | ф  | Подорож Августа Кінга                       | The Journey of August King        | Муні Райт                |
| 1997      | ф  | Тіньова змова                               | Shadow Conspiracy                 | президент                |
| 1997—1999 | с  | Убивчий відділ                              | Homicide: Life on the Street      | Джек Маккой              |
| 2000      | мс | Гріфіни                                     | Family Guy                        | доктор Каплан            |
| 2000—2010 | с  | Закон і порядок: Спеціальний корпус         | Law & Order: Special Victims Unit | Джек Маккой              |
| 2002      | тф | Історія Меттью Шепарда                      | The Matthew Shepard Story         | Денніс Шепард            |
| 2003      | ф  | Розлучення                                  | Le Divorce                        | Честер Вокер             |
| 2005      | с  | Закон і порядок: Суд присяжних              | Law & Order: Trial by Jury        | Джек Маккой              |
| 2007      | с  | Майстри наукової фантастики: Ідеальна втеча | Masters of Science Fiction        | Гавелмен                 |
| 2012—2014 | с  | Новини                                      | The Newsroom                      | Чарлі Скіннер            |
| 2013      | с  | Джо                                         | Jo                                | Девід Зіфкін             |
| 2016      | ф  | Небезпечна гра Слоун                        | Miss Sloane                       | Джордж Дюпонт            |
| 2018      | ф  | За статевою ознакою                         | On The Basis Of Sex               | Ірвін Грісволд           |
| 2022      | с  | Вибула                                      | The Dropout                       | Джордж Шульц             |
| 2024      | ф  | Батальйон 6888                              | The Six Triple Eight              | Франклін Делано Рузвельт |

## Премії та номінації
| Рік  | Премія                         | Номінація                                                      | Фільм                       | Підсумок  |
| ---- | ------------------------------ | -------------------------------------------------------------- | --------------------------- | --------- |
| 1974 | Прайм-тайм премія «Еммі»       | Найкраща чоловіча роль другого плану в міні-серіалі або фільмі | Скляний звіринець           | Номінація |
| 1975 | Золотий глобус                 | Найкраща чоловіча роль другого плану - Кінофільм               | Великий Гетсбі              | Номінація |
| 1975 | Золотий глобус                 | Нова зірка року - актор                                        | Великий Гетсбі              | Номінація |
| 1981 | Премія БАФТА у телебаченні     | Найкращий актор телебачення                                    | Оппенгеймер                 | Номінація |
| 1983 | Золотий глобус                 | Найкраща чоловіча роль - міні-серіал або телефільм             | Оппенгеймер                 | Номінація |
| 1985 | Оскар                          | Найкраща чоловіча роль                                         | Поля смерті                 | Номінація |
| 1985 | Премія БАФТА у кіно            | Найкраща чоловіча роль                                         | Поля смерті                 | Номінація |
| 1985 | Золотий глобус                 | Найкраща чоловіча роль — драма                                 | Поля смерті                 | Номінація |
| 1992 | Золотий глобус                 | Найкраща чоловіча роль в телевізійному серіалі - драма         | Я полечу                    | Номінація |
| 1992 | Прайм-тайм премія «Еммі»       | Найкраща чоловіча роль у драматичному телесеріалі              | Я полечу                    | Номінація |
| 1992 | Глядачі за якісне телебачення  | Найкраща чоловіча роль у драматичному серіалі                  | Я полечу                    | Номінація |
| 1993 | Золотий глобус                 | Найкраща чоловіча роль в телевізійному серіалі - драма         | Я полечу                    | Перемога  |
| 1993 | Прайм-тайм премія «Еммі»       | Найкраща чоловіча роль у драматичному телесеріалі              | Я полечу                    | Номінація |
| 1993 | Глядачі за якісне телебачення  | Найкраща чоловіча роль у драматичному серіалі                  | Я полечу                    | Номінація |
| 1994 | Драма Деск                     | Найкраща чоловіча роль у п'єсі                                 | Авраам Лінкольн в Іллінойсі | Номінація |
| 1994 | Прайм-тайм премія «Еммі»       | Найкраща чоловіча роль у міні-серіалі і фільмі                 | Я полечу: Тоді і зараз      | Номінація |
| 1994 | Тоні                           | Найкраща чоловіча роль у п'єсі                                 | Авраам Лінкольн в Іллінойсі | Номінація |
| 1995 | Золотий глобус                 | Найкраща чоловіча роль в телевізійному серіалі - драма         | Закон і порядок             | Номінація |
| 1995 | Премія Гільдії кіноакторів США | Найкращий акторський склад в драматичному серіалі              | Закон і порядок             | Номінація |
| 1996 | Премія Гільдії кіноакторів США | Найкращий акторський склад в драматичному серіалі              | Закон і порядок             | Номінація |
| 1997 | Прайм-тайм премія «Еммі»       | Найкраща чоловіча роль у драматичному телесеріалі              | Закон і порядок             | Номінація |
| 1997 | Премія Гільдії кіноакторів США | Найкращий акторський склад в драматичному серіалі              | Закон і порядок             | Номінація |
| 1998 | Супутник                       | Найкраща чоловіча роль - драматичний телесеріал                | Закон і порядок             | Номінація |
| 1998 | Премія Гільдії кіноакторів США | Найкраща чоловіча роль у драматичному серіалі                  | Закон і порядок             | Номінація |
| 1998 | Премія Гільдії кіноакторів США | Найкращий акторський склад в драматичному серіалі              | Закон і порядок             | Номінація |
| 1998 | Глядачі за якісне телебачення  | Найкраща чоловіча роль у драматичному серіалі                  | Закон і порядок             | Номінація |
| 1999 | Прайм-тайм премія «Еммі»       | Найкраща чоловіча роль у драматичному телесеріалі              | Закон і порядок             | Номінація |
| 1999 | Премія Гільдії кіноакторів США | Найкраща чоловіча роль у драматичному серіалі                  | Закон і порядок             | Перемога  |
| 1999 | Премія Гільдії кіноакторів США | Найкращий акторський склад в драматичному серіалі              | Закон і порядок             | Номінація |
| 1999 | Глядачі за якісне телебачення  | Найкраща чоловіча роль у драматичному серіалі                  | Закон і порядок             | Номінація |
| 2000 | Прайм-тайм премія «Еммі»       | Найкраща чоловіча роль у драматичному телесеріалі              | Закон і порядок             | Номінація |
| 2000 | Супутник                       | Найкраща чоловіча роль - драматичний телесеріал                | Закон і порядок             | Номінація |
| 2000 | Премія Гільдії кіноакторів США | Найкращий акторський склад в драматичному серіалі              | Закон і порядок             | Номінація |
| 2000 | Глядачі за якісне телебачення  | Найкраща чоловіча роль у драматичному серіалі                  | Закон і порядок             | Номінація |
| 2001 | Премія Гільдії кіноакторів США | Найкращий акторський склад в драматичному серіалі              | Закон і порядок             | Номінація |
| 2002 | Премія Гільдії кіноакторів США | Найкращий акторський склад в драматичному серіалі              | Закон і порядок             | Номінація |
| 2004 | Премія Гільдії кіноакторів США | Найкращий акторський склад в драматичному серіалі              | Закон і порядок             | Номінація |